# Phoebe Schecter
Phoebe Schecter (Connecticut, 24 agosto 1990) è una giocatrice di football americano e allenatrice di football americano statunitense con cittadinanza britannica, che gioca come defensive back per le Staffordshire Surge..
Oltre a giocare per diverse squadre britanniche, ha allenato squadre universitarie americane e per due periodi è stata nel coaching staff dei Buffalo Bills. Ha giocato nella nazionale britannica tanto di football americano quanto di flag football. È commentatrice televisiva e si occupa di sviluppo globale del football americnao e del flag football con la BAFA, la IFAF e la NFL.